# 莫納斯特雷茨 (桑比爾區)
49°23′18″N 23°11′40″E / 49.38833°N 23.19444°E
莫納斯特雷茨（羅馬化：Monastyrets）是烏克蘭西部的村莊，隸屬利維夫州的桑比爾區。該村始建於1378年，面積18.5平方公里，海拔高度359米，人口511，人口密度每平方公里34.92人。